# Катарина Шведська (1539—1610)
Катарина Густавсдоттер Ваза (швед. Katarina Gustavsdotter Vasa ; 6 червня 1539 — 21 грудня 1610) — шведська принцеса, була у шлюбі з Едцардом II, була графинею Східної Фрісландії. Старша дочка короля Швеції Густава I та його другої дружини Маргарити Лейонхувуд .

## Життя
Катаріна була першою шведською принцесою за двісті років і її народження розцінювалося як гарна можливість укласти зовнішньополітичний союз. Їй дали хорошу освіту і виділили велике придане. Було розглянуто багато кандидатів на руку принцеси з різних країн та проведено багато переговорів. Граф Східної Фрісландії Едцард був обраний тому, що Східна Фрісландія контролювала важливе портове місто Емден, яке змагався з Любеком . Він займав стратегічно важливе розташування щодо Данії; також на той момент Емден постачав багатьох кальвіністських майстрів та художників до Швеції. Переговори зайняли так багато часу, що король Густав Ваза розчаровано заявив, що це благословення, що його дочка, принаймні, не кульгава чи сліпа. Східна Фрісландія боялася, що шлюб приведе шведському контролю, і щоб цього не сталося, в 1558 році мати графа, регент Ганна Ольденбурзька, розділила владу в Східній Фрісландії між своїми трьома синами.
У 1559 році у Швеції нарешті відбулося весілля між Катаріною та Едцардом. Святкування було перервано великим скандалом у Вадстені, де відкрилося, що сестра Катаріни, Сесілія, мала зв'язок із братом Едцарда. Він відмовився одружитися з Сесилією, був ув'язнений і, можливо, кастрований. Через це подружжя не змогли виїхати до Східної Фрісландії до 1561 року.
Катаріна Ваза була добре освіченою принцесою епохи Відродження; її вважали розумною та освіченою жінкою з незалежним характером. Вона виявляла великий інтерес до літератури та теології. Будучи відданою протестанткою, вона відвідала Віттенберг і написала тлумачення Біблії. Після смерті свого чоловіка в 1599 вона написала оду для його похорону. Вона дуже впливала як на свого чоловіка, так і на сина Енно . Вона підтримувала листування зі своїми братами-королями у Швеції. Відомо, що вона виступала проти шлюбу свого брата короля Юхана III з Гуніллою Бельке у 1585 році. У 1599—1610 роках вона керувала Східною Фрісландія як регент.
Вважається, що з усіх своїх братів і сестер, вона була схожа на батька.

## Родина
Чоловік — Едцард II, граф Східної Фрісландії
Діти:
- Маргарита (1560—1588)
- Анна (1562—1621), поєдналася першим шлюбом з 12 липня 1583 за Людвігом VI (1539—1583), курфюрстом Пфальца, другим шлюбом з 21 грудня 1585 за Ернстом Фрідріхом (1560—1604), маркграфом з 7 березня 1617 з Юліусом Генріхом (1586—1665), герцогом Саксен-Лауенбурга
- Енно (1563—1625), граф Східної Фрісландії під ім'ям Енно III, поєднувався першим шлюбом 29 січня 1581 з графинею Вальбург фон Рітберг (1556—1586), другим шлюбом 28 січня 1598 з принцесою -15
- Йоганн (1566—1625), граф фон Рітберг під ім'ям Йоганна III, одружився 4 березня 1601 з племінницею, графинею Сабіною Катаріною фон Рітберг (1582—1618)
- Крістоф (1569—1636), одружився 13 серпня 1613 з принцесою Ламбертіною де Лінь (1593—1651), дочкою Ламораля I, принца де Лінь
- Едцард (1571—1572)
- Єлизавета (1572—1573)
- Софія (1574—1630)
- Карл Отто (1577—1603)
- Марія (1582—1616), одружилася 1 вересня 1614 з Юлієм Ернстом (1571—1636), герцогом Брауншвейг-Данненберга.